# 新布雷布鄉
45°14′N 22°08′E / 45.233°N 22.133°E
新布雷布鄉（羅馬尼亞語：Comuna Brebu Nou, Caraș-Severin），是羅馬尼亞的鄉份，位於該國西南部，由卡拉什-塞維林縣負責管轄，面積29平方公里，海拔高度877米，2007年人口96，人口密度每平方公里3人。